# 7 Водолея
7 Водолея (лат. 7 Aquarii, HD 199345) — тройная звезда в созвездии Водолея на расстоянии приблизительно 659 световых лет (около 202 парсеков) от Солнца. Видимая звёздная величина звезды — +5,483m.

## Характеристики
Первый компонент — оранжевый гигант спектрального класса K4III. Радиус — около 46 солнечных, светимость — около 403,66 солнечных. Эффективная температура — около 3990 К.
Второй компонент удалён на 2,1 угловых секунды.
Третий компонент удалён на 176,6 угловых секунд.